# 辰王
辰王（しんおう、朝鮮語: 진왕）は、朝鮮三韓の馬韓の月支国を治所とし、弁韓の12国を統属していたという首長。
白鳥庫吉は、辰国は辰韓のことであり、辰王は辰韓王であるとした。三上次男は、辰王は2世紀から3世紀頃に朝鮮半島南部に成立した一種の部族連合国家の君主であるとした。

## 辰国
「辰国」の史書への登場は古く、『史記』および『漢書』にさかのぼるが、その内容について比較的詳細な記録を残しているのは『三国志』魏志東夷列伝である。しかし、『三国志』における記述がすこぶる断片的で、相互に矛盾した箇所もあって、古くからこの国の存在や性格については見解の相違が著しい。朝鮮民主主義人民共和国においては「辰王」の存在を積極的にとらえ、紀元前4世紀以前に出現していた三韓全体の最高権力者とする歴史像が展開されている。一方、三品彰英は「辰国」なる国家は史書の編纂者による創出であり歴史的実在は疑問であるという説を唱え、これも相当の説得力を有しているので支持者も決して少なくない。

## 辰国の王権
『三国志』「魏志」の記載からすれば、辰王は、馬韓の掣肘に遭い自立できなかったとはいえ「率善邑君」以下「中郎将・都尉・伯長」などの魏の六官が与えられていた。このことにみられるように、辰王とは、魏によって回復された楽浪郡・帯方郡との関係のうえに登場した首長であったと考えられる。
「魏志」韓伝「弁辰韓合二十四国，大国四五千家，小国六七百家，総四万戸，其十二国属辰王，辰王常用馬韓人作之，世々相継，辰王不得自立為王」条は読解しにくいが、「辰王、自立して王たるをえず」という状態だけは確実である。これによれば、三韓には辰王というものがいて、これが馬韓の月支国を治所とし、三韓に王として臨んでいたというが、辰王は階層的には臣智であり、絶対王権を有するには至っていない。
歴史学者の李成市は、魏が辰王のような新たな連合体の首長を容認しつつ、海を隔てた倭の首長に「親魏倭王」を与えながら、それに対し、辰王自身には冊封した形跡がみられないように、韓族社会に対する魏の姿勢はとりわけ厳しかったと指摘している。そして、懐柔策を用いつつ、楽浪郡・帯方郡に近接する三韓の主体的な政治的統合を阻み、あるいは弁韓の鉄を確保しようとする魏の、三韓に対する政策に深くかかわることであったと推察している。
『魏略』は、「明其為， 流移之人，故為馬韓所制」と記録しており、辰王が馬韓の臣智と密接な関係にあったこと、辰王は「流移之人」であることを伝えている。『後漢書』韓伝は「馬韓最大，共立其種為辰王」と記録し、辰王を「共立王」と解し、馬韓（の臣智）が「其種」を立てて辰王としたと伝えている。したがって、辰王は、馬韓の臣智と「種」を同じくするものであり、辰王は「流移之人」であり、馬韓の臣智がこれと同「種」なら、馬韓の臣智もまた「流移之人」となる。このように辰王は「流移之人」であり、馬韓の臣智の共立をうけて「王」となり、「流移之人」は、辰王をはじめとする韓の支配階層を形成していることが理解できる。
中国王朝は、属国の君長にさまざまな称号を与えたが、辰王は属下に「魏率善邑君・帰義侯・中郎将・都尉・伯長」などの官を従えていた。これは辰王が中国制度を積極活用していた証拠であり、かつ三韓においてかかる称号が意義あるものと認められていたことを示す。辰王属下の官名は「率善邑君」「帰義侯」「中郎将」であるが、属下の官号順は、辰王朝内の地位をそのまま示すものとみられる。「帰義侯」が「率善邑君」下にあることを不審として、「帰義中郎将」の誤りとする見解もあるが、そのままでも解しうる。すなわち、魏は遼東攻略の際「諸韓臣智，加賜邑君印綬」したが、臣智とは長帥の大なるものであり、辰王も臣智を称した一人であり、魏が臣智に与えた邑君の称号は、諸国の君長王を意味する。以上から、辰王が高位のものであること、辰王朝が中国制度の吸収に努めていたことなどが理解できる。
馬韓諸国の多くは「流移之人」が支配層たる臣智におさまり、魏が公孫氏にかわって朝鮮に進出すると、これと連携し、「率善昌沿」などの称号を賜わり、自己と種族を同じくする「流移之人」を「辰王」に「共立」して、三韓に強盛を誇るが、伯済国もその一つであり、この伯済国が馬韓の覇者となり、隣接諸国を併合して強国となった。坂元義種は、その原動力こそ、高句麗と同じく遼東にいた夫余だったとみている。

## 騎馬民族学説における辰王
江上波夫の騎馬民族征服王朝説では、「流移の人」辰王は騎馬民族出身とされ、なおかつ北九州を征服した倭国初代の崇神天皇の先祖であるとしている。「中国東北地区の松花江流域に原住した夫余系の半猟・半牧あるいは半農・半牧の騎馬民族が、朝鮮半島の南半部に侵入して三韓の大半を支配し、馬韓の月支国に都を置き辰王国という征服王朝国家をつくった」というものであるが、これに対し、考古学者の岡内三眞は、前漢代における真番郡傍らの「辰国」（真番旁衆国）と朝鮮三国時代の馬韓・月支国で共立された「辰王」とを2世紀もの年代差を無視して強引に結び付けたものだと批判し、史料には「辰王」は馬韓人とあって、夫余系と断定することはできない、また、「辰国」が騎馬民族による征服王朝であった考古学的な証拠もないとしている。